# 青地元珍
青地 元珍（あおち もとたか）は、戦国時代から江戸時代前期にかけての武将。

## 生涯

### 織田家臣時代
近江国の国人・青地茂綱の長男として誕生。元亀元年（1570年）に父が志賀の陣で戦死したことにより家督を相続。当時、元珍は幼少であったが領地や与力・家来はそのまま安堵された。
元亀2年（1571年）12月に織田氏の家臣・佐久間信盛の与力となる。以後、信盛与力として天正元年（1573年）の槇島城の戦い、天正4年（1576年）の天王寺の戦いなどに参加している。
天正8年（1580年）に信盛が19ヶ条の折檻状により織田家を追放されると、近江衆として織田信長の旗本に転身。天正9年（1581年）1月に安土で行われた江州衆による左義長に名を連ね、同年の第二次天正伊賀の乱にも参陣した。

### 信長死後
天正10年（1582年）の本能寺の変で信長が横死すると、その三男の信孝に仕えるが、天正11年（1583年）の賤ヶ岳の戦い後に信孝が自害すると羽柴秀吉に所領を召し上げられ、浪人となった。後に従兄弟である蒲生氏郷の元に客将として寄るが、秀行の代になると蒲生氏を去り、前田利長の元で2,000石を与えられた。
寛永10年9月29日（1633年10月31日）死去。
実子はなかったようで、六角義定の四男を養子に迎えて青地等定と称し、等定も家老本多政長の一族から定政を養子に迎えた。子孫は代々加賀藩士として前田氏に仕え明治維新を迎えた。